# Nickelodeon (Evropa)
Nickelodeon, často zkracovaný jako „Nick“, je dětská televizní stanice se sídlem ve Spojených státech amerických, která na jaře 2010 expandovala také do České republiky a na Slovensko. Česká verze nabízí v současnosti seriály jako Změna hry, Spongebob v kalhotách, Kouzelní kmotříčci a momentálně je nabízena distribuční společností UPC Česká republika, NEJ TV,Skylink,  O2TV a T-Mobile TV.

## Historie
Nickelodeon začal v Evropě vysílat v listopadu 1998 na Maltě 12 hodin denně. Na Vánoce 1998 začal Nickelodeon vysílat v Rumunsku 24 hodin denně. V České republice začal Nickelodeon vysílat 10. února 2010. Původně sdílely českou webovou stránku Nickelodeonu ve všech třech zemích. V únoru byl také Nickelodeon East Europe (který nebyl verzí pro Česko a Rumunsko ale pro Maltu) rozdělen do dvou kanálů- Nickelodeon pro Afriku a SNS, a novou verzi pro Českou republiku, Maďarsko, Rumunsko a Maltu.

## Informace
Provozovatelem programu Nickelodeon je ViacomCBS Networks International Czech s.r.o. Orgánem dohledu nad provozováním televizního vysílání je Rada pro rozhlasové a televizní vysílání (RRTV).

## Pořady

### Pořady v bloku Nick Jr.
- Dora průzkumnice
- Nella – princezna rytířů
- Tlapková patrola
- Dora a přátelé
- Plamínek a čtyřkoláci
- Shimmer a Shine
- Fazolčina kavárna
- Jelení Skvadra
- 44 koček
- Hádanky s Blue
- Rusty Nýlek
- Čas na hru Calvin a Kaison vždy najdou
- Barbapapa a jeho rodinka

### Vysílané Pořady
- Alvinnn!!! a Chipmunkové
- Bojíte se tmy?: Prokletí stínů
- Spongebob v kalhotách
- Korálový tábor: Spongebob na dně mládí
- Patrikova hvězdná show
- Podivný časoprostor Sammyho a Rádže
- Kámen nůžky papír
- Goldie a staříci
- Hlasiťákovi
- Praví Hlasiťákovi
- Henry Nebezpečný
- Nebezpečná síla
- Tajemství Hunterových
- Vzestup Želv Ninja
- Super Thundermanovi
- Holka jménem Lay Lay
- Tyler Perry uvádí: Mladý Dylan
- Nicky, Ricky, Dicky a Dawn
- LEGO Jurský svět: Legenda Isla Nublar
- LEGO City Dobrodružství
- Kouzelní kmotříčci
- Monster High
- Casagrandovi
- Noobees
- Ollieho bágl
- V.I.P. Supl
- Je to poník
- Slečno Farah
- Škola Rocku
- Šmoulové
- Špióni z Nickelodeonu
- Záhady Rock Islandu
- Zkreslený!
- Změna hry

### Odvysílané Pořady
- Čarodějka každým coulem
- Big time rush
- Akademie kouzel
- Regal Academy
- V jako Victoria
- Nicky, Ricky, Dicky a Dawn
- Úřad kouzelnických záležitostí
- Kouzelní kmotříčci
- Super Thundermanovi
- Hathawayovi a duchové
- Henry Nebezpečný
- Bunsen příšerka
- Škola Rocku
- Winx Club
- Power Rangers
- Dramaťák
- Zkreslený!
- Změna hry
- Želvy Ninja
- Já Frankie
- Jen Špetka Magie
- Jen Špetka Magie: Záhadné město
- Rytířská Skvadra
- iCarly
- Sam & Cat
- Práce bokem
- Příbuzní navždy

### Krátké
- Chop chop ninja
- Purple and Brown
- ZellyGo

### Připravované pořady
- Erin & Aaron
- iCarly 2
- Adventures in Wonder Park

## Filmy
- Podrazák (2013)
- Bixterova škola pro očko si volá (2019)
- Bláznivá plavba (2015)
- Útěk z knihovny pana Lemoncella
- Rozdělený Adam (2015)
- Kouzelní kmotříčci v ráji
- Rufus (2016)
- Rufus 2 (2017)
- Thundermanovi v ohrožení
- Brept (2018)
- Vánoce mini lidí
- Prokletí Murphyových
- Ztraceni na Divokém západě
- Legenda tajného chrámu
- Lhář, lhář, upír